# فرانکا آنیچ
فرانکا آنیچ (زاده ۵ فوریه ۱۹۹۱ در اسپلیت، کرواسی) ورزشکار تکواندوی اسلوونیایی - کرواسی است. آنیچ در کورچولا، کرواسی زندگی می‌کند اما در رقابتهای بین‌المللی، به عنوان نمایندهٔ اسلوونی حاضر می‌شود.
آنیچ جواز حضور در المپیک تابستان ۲۰۱۲ را در وزن ۶۷ کیلوگرم بدست آورد. او به نیمه نهایی رسید و در آنجا، بازی را به هوانگ کیونگ سئون واگذار کرد. مدال برنز را در مسابقه رده‌بندی، با باخت مقابل پیج مک‌فرسون از دست داد و بدین ترتیب در جایگاه پنجم، این مسابقات را به پایان برد. وی در مراسم اختتامیه پرچمدار اسلوونی بود.